# Dietrich DP IX
Die Dietrich DP IX war ein zweisitziges Sport-Hochdecker-Flugzeug der Dietrich Flugzeugwerk AG von 1925.

## Entwicklung
Die Dietrich DP IX entstand unter konstruktiver Leitung von Paul Hall im Spätsommer 1925 bei der Dietrich Flugzeugwerk AG in Kassel als Weiterentwicklung des Hochdecker-Flugzeugs Dietrich DP VIIa. Vorausgegangen war eine Unfallserie von fünf Abstürzen der Dietrich DP VIIa, die auf Flügelschwingungen im Flug zurückgeführt werden konnten. Als Leiter des Prüfwesens der Dietrich-Werke empfahl Hall eine grundsätzliche Überarbeitung der durch Erich von Knüpffer entworfenen DP-VIIa-Konstruktion. Als neu ernannter Leiter des Konstruktionsbüros setzte Hall seine Vorschläge im Rahmen der Konstruktion des DP IX um.

## Prototyp und Serienbau
Bereits im Juni 1925 wurde die letzte noch im Bau befindliche DP VIIa nach den überarbeiteten Plänen der DP IX als Prototyp modifiziert. Nach umfangreicher werksinterner Untersuchung nahm der Prototyp im September 1925 am Sachsenflug teil. Es entstanden drei weitere Exemplare, die an den Hochschulen in Darmstadt, Braunschweig und Halle untersucht wurden. Weitere zwei DP IX wurden Ende 1925 vermutlich zur Musterzulassung an die DVL in Berlin übergeben. Nachdem Hall das Unternehmen Ende 1925 verlassen hatte und die Dietrich Flugzeugwerk AG unter Geschäftsaufsicht gestellt wurde, verzögerte sich der Musterzulassungsprozess bis 1927. Zur wirklichen Aufnahme eines Serienbaus der DP IX kam es infolge der wirtschaftlichen Entwicklung des Dietrich-Werks nicht mehr. Fünf weitere bei Dietrich begonnene DP IX wurden erst 1928 fertiggestellt und von den Raab-Katzenstein-Werken übernommen. Insgesamt dürften nicht mehr als 11 DP IX gebaut worden sein. In Deutschland wurde nur ein einzelnes Exemplar 1928 an einen privaten Betreiber abgegeben. Zwei weitere DP IX wurden von Raab-Katzenstein ins Ausland verkauft.

## Konstruktion
Halls Änderungen an der DP-VIIa-Konstruktion betrafen in erster Linie den Tragflügel und den Spannturm des Hochdeckers. Der Spannturm wurde mit zusätzlichen Verstrebungen auf dem Rumpf verstärkt, ebenso die Holzstruktur des Tragflächenrahmens. Die ursprüngliche Stoffbespannung der Tragfläche wurde durch eine Sperrholzbeplankung ersetzt.
Die strukturellen Maßnahmen erhöhten bei gleichen Abmessungen die Rüstmasse der DP IX gegenüber der ohnehin bereits schweren DP VIIa um weitere 90 kg auf 440 kg. Die DP IX war damit schwerer als der kunstflugtaugliche Doppeldecker Dietrich DP IIa. Der aus der DP VIIa beibehaltene, 55 PS starke Motor Siemens & Halske Sh 4 erwies sich hierfür in der Erprobung als zu schwach. Befriedigende Ergebnisse erzielte der 80 PS starke Siebenzylinder Siemens & Halske Sh 5, den Dietrich allerdings aus Kostengründen und zur Abgrenzung der DP IX als Sportflugzeug der unteren Leistungsklasse ablehnte.
Durch den wirtschaftlichen Zusammenbruch der Dietrich Flugzeugwerk AG kam die Entwicklung des Luftfords mit der DP IX endgültig zum Erliegen.

## Technische Daten
| Kenngröße             | Daten                                       |
| --------------------- | ------------------------------------------- |
| Besatzung             | 1 Pilot + 1 Passagier                       |
| Spannweite            | 9,66 m                                      |
| Länge                 | 6,00 m                                      |
| Höhe                  | 2,22 m                                      |
| Flügelfläche          | 14,00 m²                                    |
| Flächenbelastung      | 45,3 kg/m²                                  |
| Leistungsbelastung    | 11,5 kg/PS                                  |
| Rüstmasse             | 440 kg                                      |
| Zuladung              | 195 kg                                      |
| Startmasse            | 625 kg                                      |
| Antrieb               | ein Siemens & Halske Sh 4 mit 55 PS (40 kW) |
| Höchstgeschwindigkeit | 140 km/h                                    |
| Gipfelhöhe            | 3000 m                                      |
| Aktionsradius         | 500 km                                      |